# The Woman of Bronze
The Woman of Bronze er en amerikansk stumfilm fra 1923 af King Vidor.

## Medvirkende
- Clara Kimball Young som Vivian Hunt
- John Bowers som Paddy Miles
- Kathryn McGuire som Sylvia Morton
- Edwin Stevens som Reggie Morton
- Lloyd Whitlock som Leonard Hunt
- Edward Kimball som Papa Bonelli